# Kallinge
Kallinge is een plaats in de gemeente Ronneby in het landschap Blekinge en de provincie Blekinge län in Zweden. De plaats heeft 4767 inwoners (2005) en een oppervlakte van 488 hectare.

## Verkeer en vervoer
Bij de plaats lopen de E22 en Riksväg 27.
Bij Kallinge ligt de Luchthaven Ronneby.